# 雷氏刺躄魚
雷氏刺躄魚是輻鰭魚綱鮟鱇目躄魚亞目躄魚科的其中一種，為亞熱帶海水魚，分布於澳洲海域，為特有種，棲息深度0-20公尺，體長可達8公分，棲息在沿海礁石區，生活習性不明。